# Burg Belfort
Die Burg Belfort ⓘ ist die Ruine einer Felsenburg bei Brienz/Brinzauls (Gemeinde Albula/Alvra) im Tal der Albula im schweizerischen Kanton Graubünden.

## Lage
Die Ruine Belfort liegt auf einem steil abfallenden Felsrücken östlich der Gemeinde Brienz/Brienzauls oberhalb des Dorfes Surava an der Strasse von Lenzerheide nach Alvaneu. Sie ist von Brienz auf dem markierten Kulturweg in etwa fünfzig Minuten und von der Postauto-Haltestelle «Belfort» in einer Viertelstunde erreichbar. An der Strasse Richtung Brienz liegen ein paar Parkplätze, von denen die Burg in zehn Minuten über einen gut ausgebauten Wanderweg zu erreichen ist.

## Anlage

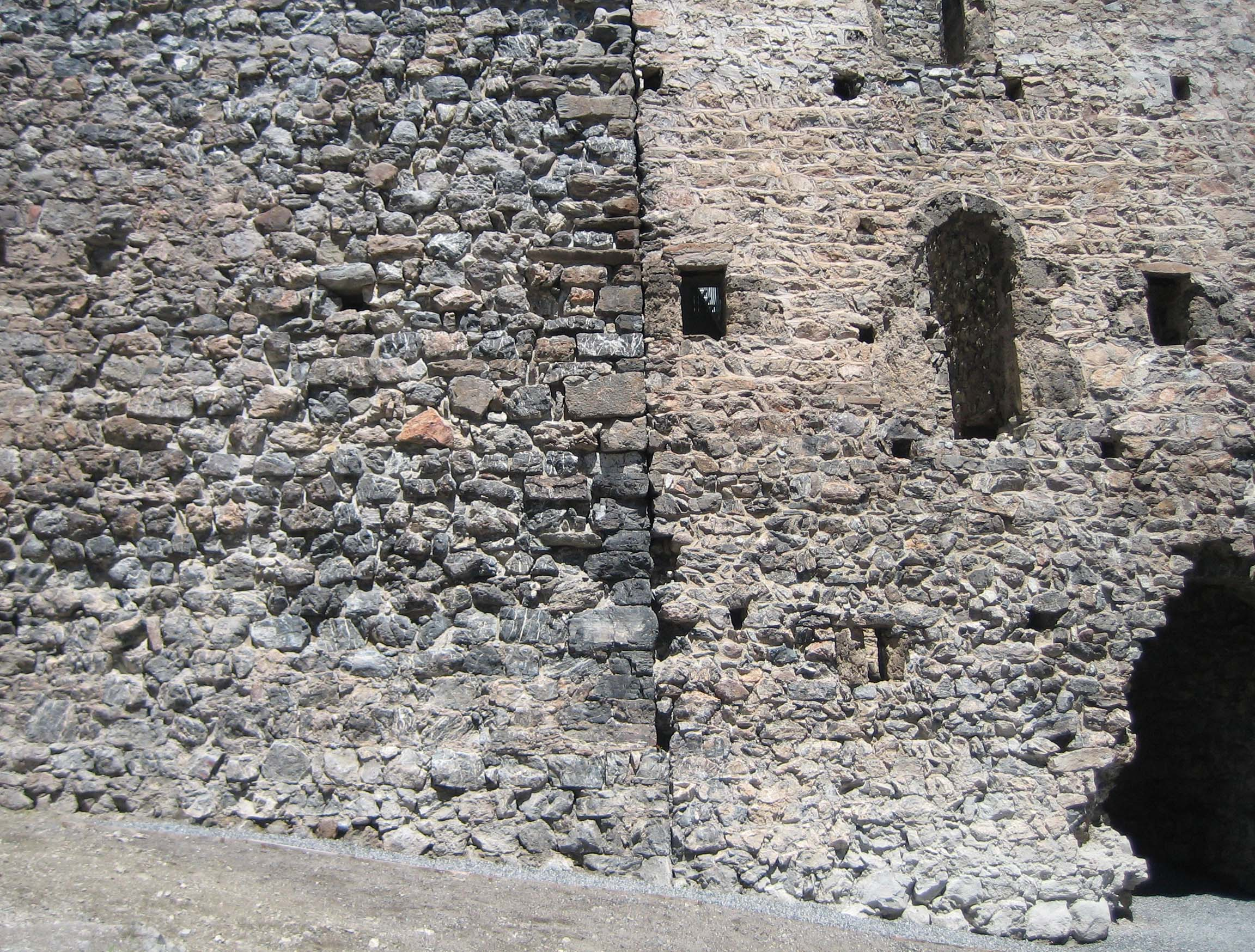
Bauwerksfuge zwischen altem Turm und neuem Wohnbau

Die Anlage gliedert sich deutlich in eine Ober- und eine Unterburg. Vermutlich der älteste Teil der Anlage ist der mächtige quadratische Bergfried in der Nordwestecke der besser erhaltenen Hauptburg im oberen Teil. Mehrere Fenster sowie ein Aborterker deuten darauf hin, dass zumindest die oberen beiden Stockwerke bewohnt waren. Auf der Höhe des dritten Geschosses lag südlich ein Hocheingang. Vermutlich war der Turm mit einem nach Süden abfallenden Pultdach gedeckt.
Ursprünglich schloss der knapp 20 Meter hohe Turm mit einem Zinnenkranz ab, der nachträglich anlässlich einer Aufstockung vermauert wurde. Heute ist der Hauptturm durch ein horizontales Holz-/Glasdach gedeckt. Der Turm kann nicht betreten werden, ausser man kriecht durch eine schmale Öffnung am Mauerfuss. Von oben ist eine Besichtigung von einer Metalltreppe aus möglich.
An den Turm wurde später im Norden ein geräumiger fünfgeschossiger Wohnbau mit mehreren bewohnbaren Räumen angefügt, wie sich an der Bauwerksfuge deutlich erkennen lässt. Die Einteilung der Geschosse lässt sich an Balkenlöchern erkennen. Eine Tür im Norden des Erdgeschosses wurde später zugemauert. Der Zugang in die Turmräume erfolgte über Aussentreppen vom Hof her.
Im mittleren Teil der Oberburg lag ein Hof mit einer aus dem Fels gehauenen runden Zisterne. Der Hof konnte von Osten her über ein schmales Felsband direkt durch ein Tor betreten werden. Im Hof lag, an die Ringmauer angelehnt, zudem ein kleineres Nebengebäude.

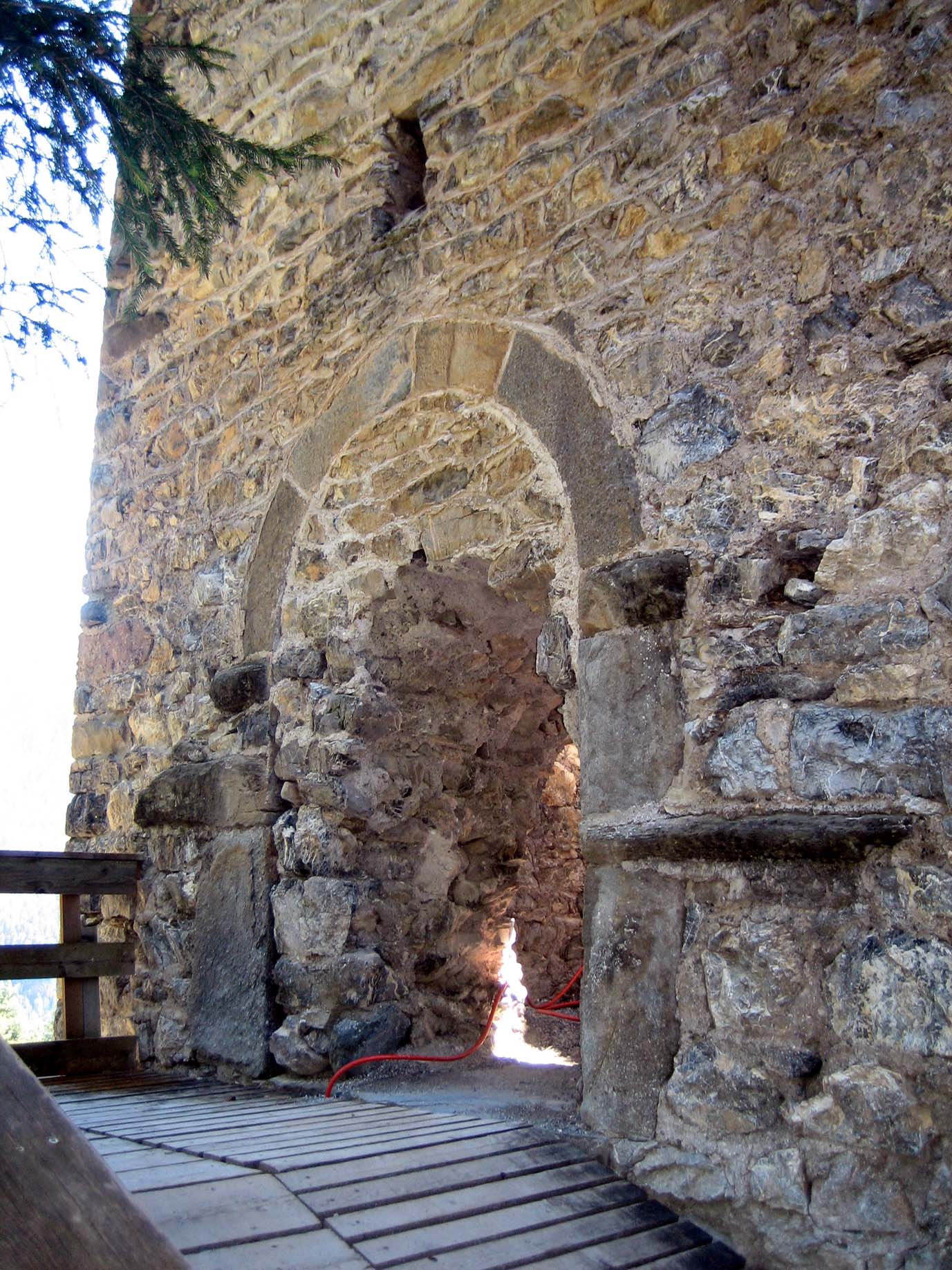
Vermauerter Eingang

Der südliche Teil der Oberburg besteht aus einem mehrmals umgebauten mächtigen Baukörper, der im Erdgeschoss von einem ehemals mit Tuffsteinen überwölbten Gang geteilt wurde. Dieser führte durch ein mittlerweile verschwundenes Tor in die Unterburg. Nach einem Brand im westlichen Wehrgang um 1468 wurde der Palas um zwei Stockwerke erhöht. Verputzte Innenwände, Fenster, ein Aborterker und Feuerstellen deuten auf Wohnräume hin. Zuoberst entstand ein durchgehender Saal von 20 Meter Länge und 8 Meter Breite. Die rundbogigen Hocheingänge waren vom Hof aus zugänglich. Die heute erhaltenen Reste des Südtraktes dürften aus dem späten 14. oder frühen 15. Jahrhundert stammen.
Die Unterburg grenzt an den südlichen Trakt der Oberburg an. Ihr Inneres ist mit Schutt von der eingestürzten Südfassade der Oberburg gefüllt. Spuren einer Überbauung finden sich in der Südwestecke. Der Bering der Unterburg schliesst sich nicht an denjenigen der Oberburg an, sondern verliert sich im Fels. Offenbar verlor die Unterburg nach der Errichtung des Südtraktes an Bedeutung und wurde aufgegeben.

## Geschichte

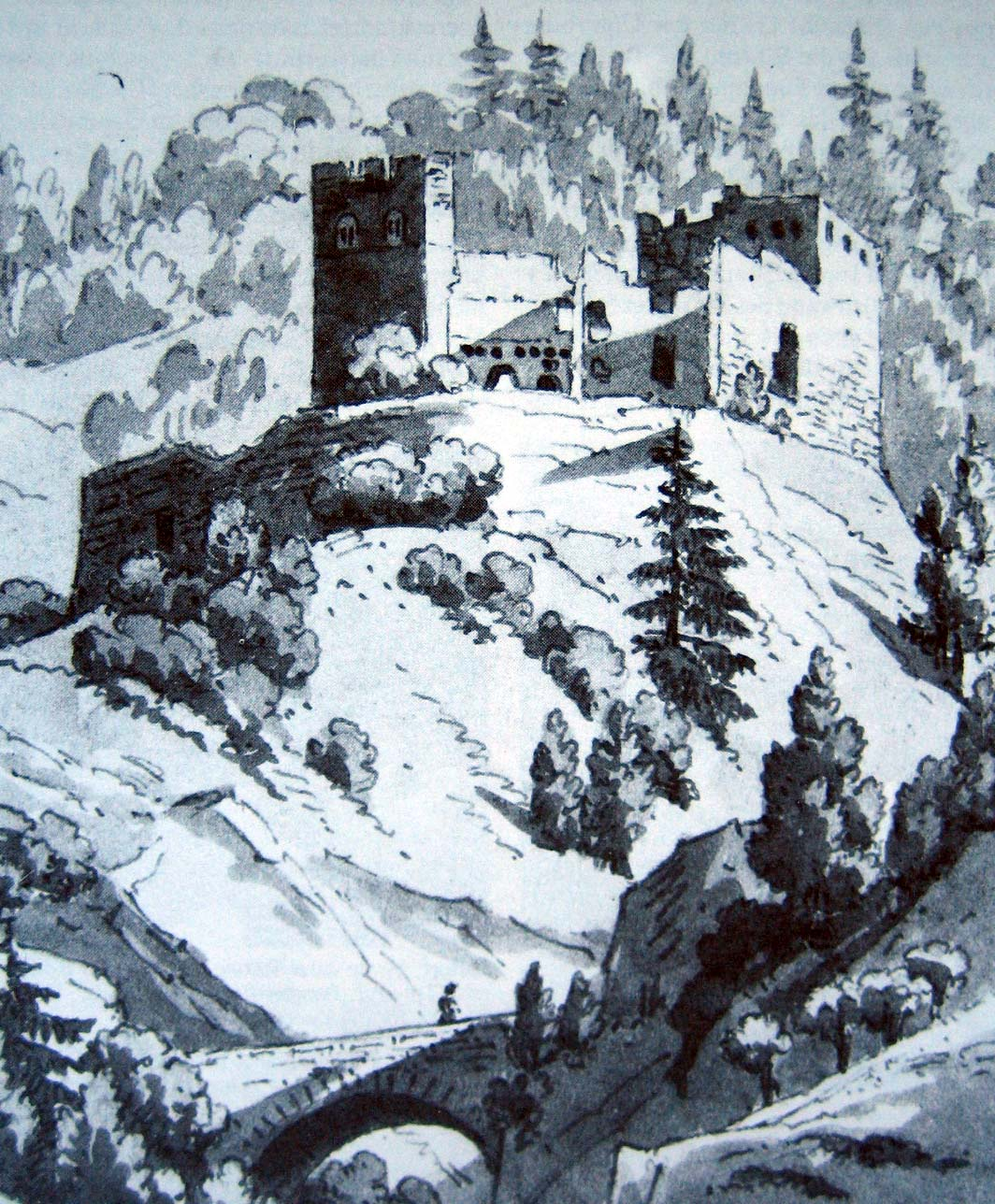
Zeichnung von 1814

1222 wird Belfort als Eigenbesitz der Freiherren von Vaz erstmals erwähnt, die ältesten Teile sind jedoch wohl bereits um 1200 entstanden. Die Vazer hatten ihren Stammsitz in Nivagl bei Zorten im 13. Jahrhundert verlassen und residierten fortan auf dem neu erbauten Hauptsitz, der Burg Belfort, ohne den Namen zu ändern; der Name «von Vaz» hatte sich bereits zu sehr gefestigt.
Die rücksichtslose Politik der Vazer brachte sie wiederholt in Konflikte mit anderen Feudalherren, womit auch Belfort Schauplatz von kriegerischen Auseinandersetzungen wurde. Die monumentale Bauweise Belforts spiegelt deutlich ihre Machtansprüche und ihr fürstliches Gehabe wider.
Nach dem Tod des letzten Vazers, Donat von Vaz, im Jahr 1337 gelangte die Anlage Belfort über Donats Tochter Kunigunde an die Grafen von Toggenburg. Über das Schicksal der Burg in deren Besitz ist nichts bekannt.
Nach dem Tod des letzten Toggenburgers, Friedrich VII., im Jahr 1436 gelangte Belfort nach diversen Erbstreitigkeiten zunächst an Wilhelm von Montfort-Tettnang und Heinrich von Sax-Misox, die den Davosern am 5. Februar 1438 einen Freibrief ausstellten. Dem zufolge sollte […] das hus Bellfort […] bsetzt werden und ein jeglicher fogt sol gemeinem lang Tavas schweren [schwören] mit dem genanten hus Belfort […] offen und gewertig sein.
Nach mehreren Besitzerwechseln verkaufte Graf Hugo von Werdenberg 1466 Belfort an Sigmund von Österreich […] misampt den geschlossenen Pellfort, Strassberg und anderen Burgen […].
Sigmund jedoch wurde die Huldigung durch die Untertanen verweigert und so verkaufte dieser sie 1471 als Verpfändung an Ulrich von Matsch. Während der unklaren Besitzverhältnisse sassen ab 1441 die Beeli von Davos als Vögte auf der Burg, nahmen die Zinsen in Empfang und übten später auch die Gerichts- und Herrschaftsrechte aus: […] Ullrich (Beeli) uff Bellfort das sloss behuset und Vogt da sin sol.
1486 liess sich Niklaus Beeli provisorisch von Österreich mit den Herrschaftsrechten über die Burg belehnen.
Der Schwabenkrieg von 1499 brachte der Belfort den Untergang: Um sie als österreichischen Stützpunkt auszuschalten, brannten die Bündner die Burg am 14. März 1499 nieder, obwohl Vogt Nikolaus Beeli noch ein Gesuch zur Schonung von Belfort gestellt hatte. Geschwärzte Fensterbalken zeugen noch heute vom Untergang der Anlage.

## Sicherungsarbeiten
1935/36 vorgenommene Sicherungsarbeiten konnten zwar den Zerfall der Mauern aufhalten, zerstörten aber zugleich den archäologischen Befund weitgehend. Zukünftige bau- und siedlungstechnische Forschungen sind kaum mehr möglich. Dies ist umso bedauerlicher, als die Burg Belfort als Hausburg der Freiherren von Vaz in der Geschichte Graubündens eine grosse Rolle spielt.
Die Burg wurde von 2002 bis 2007 einer Gesamtrestaurierung unterzogen, in deren Rahmen metallene Leitern angebracht wurden, welche die Begehung der Ruine erleichtern. Mit Hilfe des Bündner Baumeisterverbandes und Unterstützung durch Bund, Kantone und private Helfer gelang es dem 2002 gegründeten Verein «Pro Ruine Belfort», die bisher umfangreichste Rettungsaktion einer Bündner Burg in fünf Etappen erfolgreich abzuschliessen. Präsident des Vereins ist Daniel Rizzi.